# شهرستان ویلکین (مینه‌سوتا)
شهرستان ویلکین، مینه‌سوتا (به انگلیسی: Wilkin County, Minnesota) شهرستانی در ایالات متحده آمریکا است که در مینه‌سوتا واقع شده‌است.